# Открытый чемпионат Малайзии по теннису среди мужчин
Открытый чемпионат Малайзии среди мужчин — мужской международный теннисный турнир, проходящий в Куала-Лумпуре (Малайзия) в сентябре на крытых хардовых кортах дворца спорта «Путра». С 2009 года турнир относится к категории ATP 250, с призовым фондом около 1,05 миллионов долларов и турнирной сеткой, рассчитанной на 28 участников в одиночном разряде и 16 пар.

## Общая информация
Открытый мужской чемпионат Куала-Лумпура проводился с 1993 по 1995 год. Всего прошли четыре турнира, в том числе два в 1993 году, в январе и октябре. После 14-летнего перерыва мужской теннис вернулся в Куала-Лумпур в 2009 году, когда АТР приняла решение о расширении азиатской части основного тура. Официально о проведении турнира сообщил лично премьер-министр Малайзии Наджиб Тун Разак. Чемпионат вошёл в начальную часть серии, получив низшую градацию тура.
Победители и финалисты
Первым чемпионом возрождённого одиночного турнира стал представитель России Николай Давыденко, а на следующий год Михаил Южный удвоил число российских побед. Позже история финальных матчей всё больше была связана с именем Жюльена Беннето: невезучий француз, постоянно проигрывавший в титульных матчах на подобном уровне, уступил в Малайзии свой седьмой, девятый и десятый финал. В парном разряде три первых турнира выиграли нидерландцы Якко Элтинг и Паул Хархёйс, и никто долгое время не мог повторить их результат даже по общему числу побед. В 2014 году именно на куалолумпурском турнире сыграл свой первый финал не в альянсе с Мариушом Фирстенбергом Марцин Матковский; поляки до этого сыграли вместе 38 титульных матчей, лишь изредка играя в альянсе с другими партнёрами.

## Финалы разных лет
| Год                              | Победитель        | Финалист          | Счёт              |
| -------------------------------- | ----------------- | ----------------- | ----------------- |
| Открытый чемпионат Малайзии      |                   |                   |                   |
| 2015                             | Давид Феррер      | Фелисиано Лопес   | 7-5 7-5           |
| 2014                             | Кэй Нисикори      | Жюльен Беннето    | 7-6(4) 6-4        |
| 2013                             | Жуан Соуза        | Жюльен Беннето    | 2-6 7-5 6-4       |
| 2012                             | Хуан Монако       | Жюльен Беннето    | 7-5 4-6 6-3       |
| 2011                             | Янко Типсаревич   | Маркос Багдатис   | 6-4 7-5           |
| 2010                             | Михаил Южный      | Андрей Голубев    | 6-7(2) 6-2 7-6(3) |
| 2009                             | Николай Давыденко | Фернандо Вердаско | 6-4 7-5           |
| Открытый чемпионат Куала-Лумпура |                   |                   |                   |
| 1995                             | Марсело Риос      | Марк Филиппуссис  | 7-6 6-2           |
| 1994                             | Якко Элтинг       | Андрей Ольховский | 7-6 2-6 6-4       |
| 1993 (2)                         | Майкл Чанг        | Йонас Свенссон    | 6-0 6-4           |
| 1993 (1)                         | Ричи Ренеберг     | Оливье Делетр     | 6-3 6-1           |

| Год      | Победители                           | Финалисты                            | Счёт              |
| -------- | ------------------------------------ | ------------------------------------ | ----------------- |
| 2015     | Хенри Континен Трет Конрад Хьюи      | Равен Класен Раджив Рам              | 7-6(4) 6-2        |
| 2014     | Марцин Матковский (2) Леандер Паес   | Джейми Маррей Джон Пирс              | 3-6 7-6(5) [10-5] |
| 2013     | Эрик Буторак (2) Равен Класен        | Пабло Куэвас Орасио Себальос         | 6-2 6-4           |
| 2012     | Александр Пейя Бруно Соарес          | Колин Флеминг Росс Хатчинс           | 5-7 7-5 [10-7]    |
| 2011     | Эрик Буторак Жан-Жюльен Ройер        | Франтишек Чермак Филип Полашек       | 6-1 6-3           |
| 2010     | Михал Мертиняк Франтишек Чермак      | Марцин Матковский Мариуш Фирстенберг | 7-6(3) 7-6(5)     |
| 2009     | Марцин Матковский Мариуш Фирстенберг | Игорь Куницын Ярослав Левинский      | 6-2 6-1           |
| 1995     | Патрик Макинрой Марк Филиппуссис     | Патрик Гэлбрайт Грант Коннелл        | 7-5 6-4           |
| 1994     | Паул Хархёйс (3) Якко Элтинг (3)     | Ларс-Андерс Вальгрен Никлас Культи   | 6-0 7-5           |
| 1993 (2) | Паул Хархёйс (2) Якко Элтинг (2)     | Юнас Бьоркман Ларс-Андерс Вальгрен   | 7-5 4-6 7-6       |
| 1993 (1) | Паул Хархёйс Якко Элтинг             | Бент-Уве Педерсен Хенрик Хольм       | 7-5 6-3           |